# Karim El Kammouchi

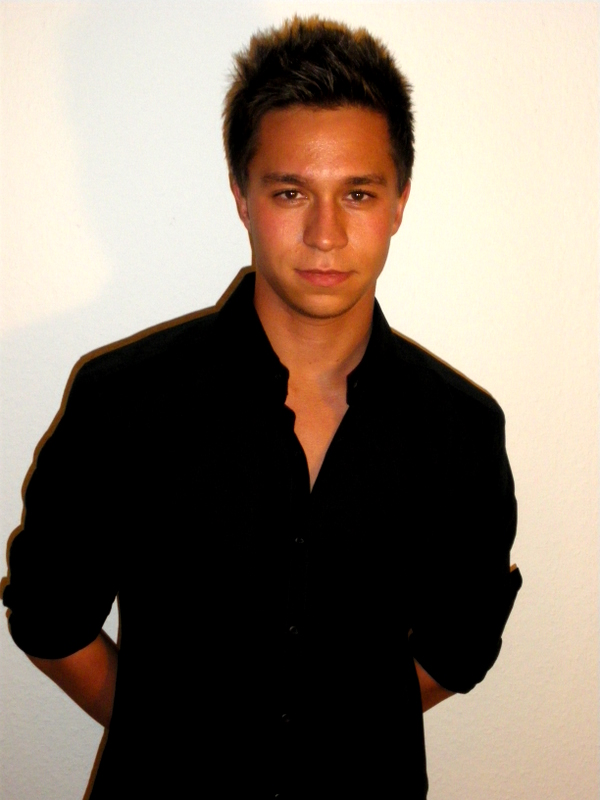
Karim El Kammouchi (2010)

Karim El Kammouchi (* 20. November 1988 in München) ist ein deutscher Synchronsprecher.

## Leben und Wirken
Karim El Kammouchi ist seit 1994 als Synchronsprecher unter anderem für die Bavaria Film, FFS Film- & Fernseh-Synchron GmbH und SDI Media Germany GmbH tätig. Er leiht hauptsächlich Schauspielern in Kinofilmen, TV-Serien, Werbespots und Dokumentationen seine Stimme. Seine bekanntesten Rollen sind die als Dudley Dursley in Harry Potter und der Stein der Weisen, Harry Potter und der Orden des Phönix sowie Harry Potter und die Heiligtümer des Todes: Teil 1, als Andy in Toy Story 2, als Harold in Hey Arnold!, als Pacu in Hinter der Sonne, als Paddy Clohessy in Die Asche meiner Mutter und als Richie in Timm Thaler.
Seit Anfang 2014 ist er als Station-Voice bei Tele 5 und FOX Channel beschäftigt. Des Weiteren ist er als Sprecher bei Sky Deutschland tätig.
Mit seiner früheren Lebenspartnerin, der Influencerin Anne Wünsche, hat er seit 2022 einen Sohn. 2025 trennte sich das Paar.

## Synchronisationen
Harry Melling
- 2001: Harry Potter und der Stein der Weisen … als Dudley Dursley
- 2007: Harry Potter und der Orden des Phönix … als Dudley Dursley
- 2010: Harry Potter und die Heiligtümer des Todes – Teil 1 … als Dudley Dursley

Taylor Zakhar Perez
- 2020: The Kissing Booth 2 … als Marco
- 2021: The Kissing Booth 3 … als Marco
- 2023: Royal Blue als Alex Claremont-Diaz

### Filme
- 1996: Gibt es zu Weihnachten Schnee?, Jérémy Chaix als Paul
- 1999: Die Asche meiner Mutter, Frank Laverty als Paddy
- 1999: Toy Story 2 … als Andy
- 2001: Behind the Sun, Ravi Ramos Racerda als Pacu
- 2002: Clément, Olivier Guéritée als Clément
- 2002: Ken Park, Gabe Nava als Freund
- 2011: Lemonade Mouth – Die Geschichte einer Band, Chris Brochu als Ray Beech
- 2012: Breaking Dawn – Biss zum Ende der Nacht, Teil 2, J. D. Pardo als Nahuel
- 2012: Frankenweenie … als Toshiaki
- 2013: The Look of Love, Liam Boyle als Derry
- 2014: Der Zufrühkommer, Adam Riegler als Arthur
- 2016: Christmas Inc., Steve Lund als William Young
- 2018: Maquia – Eine unsterbliche Liebesgeschichte … als Balou
- 2018: Love, Simon, Miles Heizer als Cal Price
- 2019: A Toy Story: Alles hört auf kein Kommando … als Bunny

### Serien
- 1998–2004: Hey Arnold! … als Harold
- 1999–2000: Der Regenbogenfisch … als Regenbogenfisch
- 2000: Pablo, der kleine rote Fuchs … als Pablo
- 2001: Beyblade … als Michael Parker
- 2002: Timm Thaler … als Richie
- 2011: 10 Dinge, die ich an dir hasse, Kyle Kaplan als Michael
- 2011–2014: Karate Chaoten, Mateo Arias als Jerry
- 2012–2019: Game of Thrones … als Podrick Payn für Daniel Portman
- 2014–2021: The Flash … als Cisco Ramon für Carlos Valdes
- 2014–2020: The 100 … als Monty Green für Christopher Larkin
- 2015–2016: Pokémon … als Alain
- 2016: Seraph of the End … als Yūichirō Hyakuya
- 2016: Nobel als Oberleutnant Jon Petter Hals für Anders Danielsen Lie
- 2016–2018: Soy Luna … als Pedro Arias für Gastón Vietto
- 2018: Violet Evergarden … als Claudia Hodgins
- 2018–2019: Deep State … als Harry Clarke für Joe Dempsie
- seit 2018: 9-1-1 ... als Evan „Buck“ Buckley für Oliver Stark
- 2021: Horimiya ... als Izumi Miyamura
- seit 2022: The Lincoln Lawyer (Fernsehserie) als Mickey Haller

### Station-Voice
- 2002–2007: ProSieben
- seit 2014: Tele 5
- seit 2014: FOX Channel

### Computerspiele
- 2017: Syberia 3 … als Oscar
- 2021: Sea of Solitude – The Director’s Cut … als Jack